# フアン・エチェベリア
フアン・エチェベリア（Juan Echeverría、1991年10月9日 - ）は、スーペル・ラグビー・アメリカス、ペニャロール・ラグビーに所属するラグビーユニオン選手。

## プロフィール
- ウルグアイ・フロリダ出身[1]。
- ポジションはプロップ(PR)。
- 身長 172cm、体重 113kg
- U20ウルグアイ代表に選ばれたことがある[2]。
- ウルグアイ代表キャップは51（2021年2月現在）でワールドカップ2019のウルグアイ代表に選ばれた[3]。

## 略歴
オースティン・エリートを経て、2020年、ペニャロールに加入。